# المتحف الأثري في سطيف
المتحف الأثري سطيف أو المتحف العمومي الوطني في سطيف هو متحف يقع في سطيف شرق الجزائر، ويعرض ماضي المدينة والمدن المجاورة من عصور ما قبل التاريخ، إلى العصر النوميدي والروماني والإسلامي والعثماني والاستعماري عبر البقايا المكتشفة في المواقع الأثرية في المنطقة.

## تاريخ المتحف
تعود فكرة إنشاء متحف أثري يجمع القطع المعثور عليها من الحفريات في سطيف والمناطق المحيطة بها إلى نهاية القرن التاسع عشر لما تم إنشاء أول متحف متخصص في الآثار الحجرية ف عام 1896 في حديقة الأمير عبد القادر، ثم سنة 1932 في ثانوية محمد قيرواني، ثم قصر العدالة السابق عام 1968 الذي كان أول متحف افتتح بعد استقلال البلاد.
لكن استمرار الحفريات خلال الأعوام 1977-1984 والثراء الكبير للمجموعات القديمة والإسلامية، جعل الناس يدركون الحاجة إلى وجود متحف يفي بالمعايير الدولية ويضم مكان كبير ومناسب.
في عام 1985 ولد متحف سطيف الأثري، وصُنف كمتحف وطني بموجب مرسوم تنفيذي no 92-282 المؤرخ في 6 يوليو 1992، نظرًا لأهمية مقتنياته المتحفية.

## المجموعات

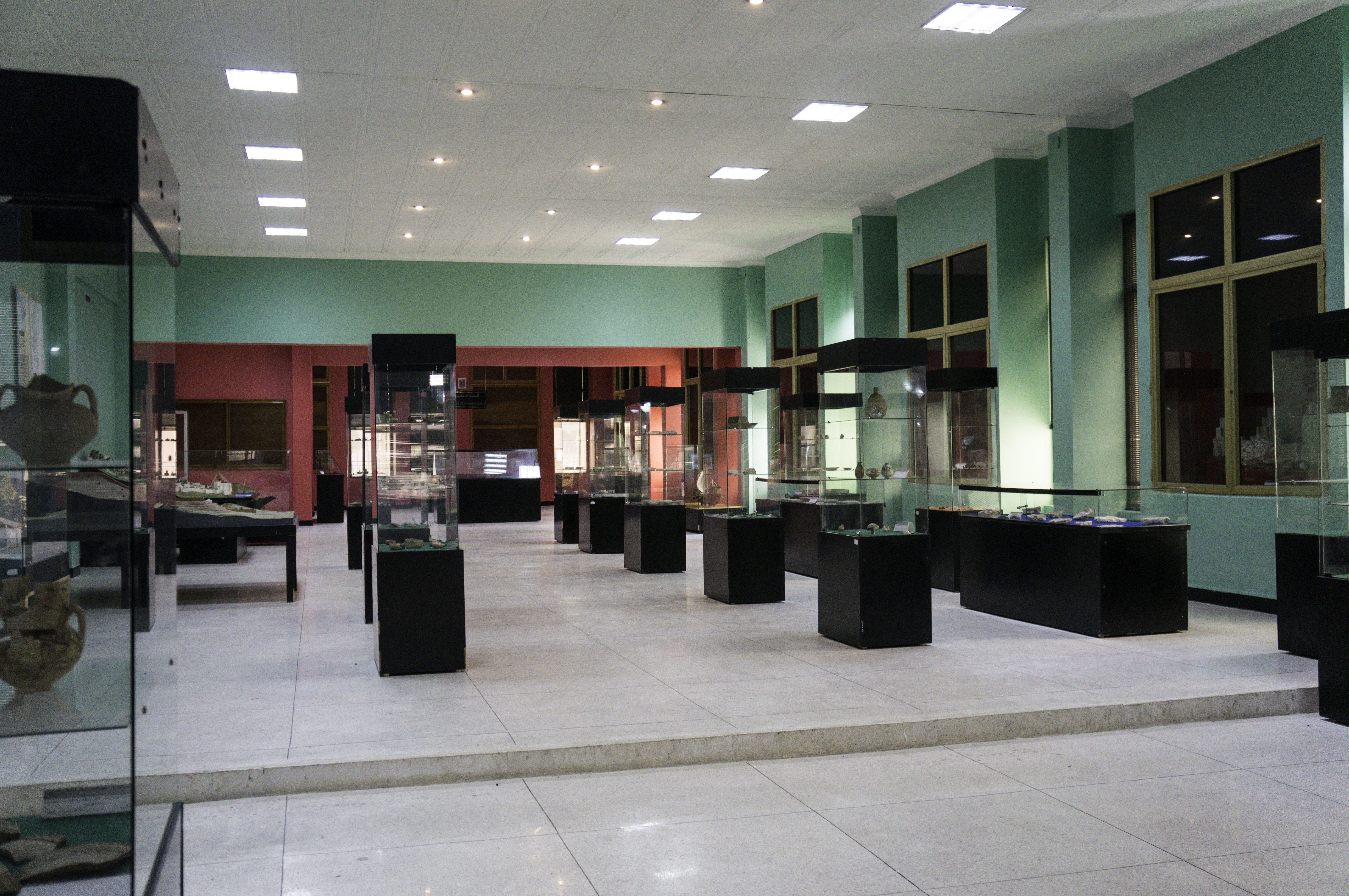
إحدى قاعات العرض بالمتحف

مجموعات المتحف غنية جدًا، وهناك قطع من عصور ما قبل التاريخ والعصور القديمة والفنون الإسلامية وعلم العملات. وهكذا يمكن للمرء أن يكتشف مجموعات من البقايا الأثرية التي يعود معظمها إلى العصر الروماني والناتجة عن الحفريات التي أجريت في سيتيفيس، وقلعة بني حماد وجميلة.
يتكون المتحف من خمس قاعات عرض:

### قاعة ما قبل التاريخ
تحتوي هذه الغرفة على مجموعة كبيرة من العظام الأحفورية لحيوانات من العصر البليستوسيني السفلي، تعود إلى الصناعة الحجرية بالطريقة الأولدوانية والتي تم اكتشافها في أقدم موقع ما قبل التاريخ معروف حاليًا في شمال إفريقيا، والذي يقع في عين الحنش سنة 1947 بواسطة البروفيسور كاميل أرامبورغ. تعكس مجموعات الصوان والعظام المنحوتة ثقافة في العصر الحجري المعروفة باسم الثقافة القفصية، والتي تم العثور عليها في موقع مزلوق سنة 1927. بعد الحفريات المصاحبة التي نظمها الدكتور محمد سحنوني من 1992 إلى 2004، يقدر تاريخ الموقع بحوالي 1.8 مليون سنة.

### قاعة الآثار
يوجد في هذه الغرفة مجموعة غنية جدًا ومتنوعة من القطع المكتشفة من الحفريات الأثرية التي أجريت في قلب مدينة سيتيفيس القديمة.
آثار من الخزف والطين (مصابيح زيتية، أباريق، أطباق، أكواب، كؤوس، مزهريات...)، أخرى من البرونز المزخرف بتمثيل مسيحي، نصب جنائزية ونذرية للإله ساتورن، لوحات عن الإله ميركوري، مذابح خاصة، نقوش جنائزية، أكواب تتكون أساسًا من قوارير العطور والجرار الجنائزية.

### قاعة الفنون الإسلامية
مجموعات الفن الإسلامي المحفوظة في المتحف الأثري في سطيف تعود إلى أهم العصور الإسلامية في العصور الوسطى، بما في ذلك الفاطميون (القرن التاسع - القرن العاشر)، الزيريون والحماديون من (القرن الحادي عشر- القرن الثاني عشر)، الموحدين والحفصيين (القرن الثاني عشر- القرن الرابع عشر)، وصولاً إلى فترة السلاطين العثمانيين في القرن الثامن عشر والذين وصلوا إلى منطقة سطيف.
توجد في هذه القاعة مجموعة متنوعة جدًا من الخزفيات من الفترتين الفاطمية والحمادية. فخار بزخارف هندسية ونباتية، وألواح رخامية منحوتة بزخرفة خطية وجص ملون، وأباريق، ومزهريات مصفاة، ومصابيح، وأطباق، وفسيفساء من الفخار، وتيجان منحوتة، ونافورة على شكل أسد.
من قلعة بني حماد التي تعود إلى القرن الحادي عشر توجد خزفيات ذات زخارف حيوانية، وأقراط من الفضة المزركشة، جزء من بروش من الفضة المعالجة يتكون من جذع وقفل ، ميداليات من الفضة المعالجة المستخدمة كمعلقات ، أسد حجري ملون، منحوت جالسًا على أرجله الأربعة ويستعمل فمه لإلقاء الماء في نافورة ، مقرنصات من السيراميك المصبوب المزجج ، الخزف المصقول ، عناصر من الخزف المصبوب والمزجج ، وردة زخرفية من الجبس المنقوش والملون ، قالب لإطار محراب مسجد المنار.
جرة مزينة من القرن الثاني عشر الذي ينسب مكان إنتاجه إلى جنوب شرق الأندلس بإسبانيا 

### قاعة العملات
تشمل مجموعة العملات القديمة العملات النوميدية للملك ماسينيسا، وعملة رومانية ذهبية للإمبراطور فلافيوس هونوريوس، وعملة رومانية برونزية، وعملة موحدية إسلامية (دينار ذهبي، درهم بالفضة، فلس من البرونز)، عملة مرينية (دينارين من الذهب)، والعملة العثمانية (سلطاني بالذهب).

### قاعة الفسيفساء
يحتوي المتحف على مجموعة غنية جدًا من الفسيفساء الرومانية ذات الزخارف الكتابية، الهندسية، الزهرية، الحيوانية والأسطورية. اثنان من الفسيفساء يمثلان مشهدين أسطوريين، هما العودة المنتصرة لإله النبيذ باخوس وأخرى لتجميل فينوس، إلهة الحب والجمال.

## المدير (ة)
شادية بن خرف الله (2016-).

## مقالات ذات صلة
- سيتيفيس
- قائمة المتاحف في الجزائر

## روابط خارجية
- جولة افتراضية في المتحف